# Ashley Heights
Ashley Heights è un census-designated place (CDP) degli Stati Uniti d'America, situato nello stato della Carolina del Nord, nella contea di Hoke. Secondo il censimento del 2020 gli abitanti di Ashley Heights ammontavano a 301.
La cittadina si trova vicino alla base militare di Fort Liberty.